# Lipnica, Radovljica
Lipnica este o localitate din comuna Radovljica, Slovenia, cu o populație de 54 de locuitori.